# 聖書信仰
聖書信仰（せいしょしんこう）とは、キリスト教神学において、聖書を誤りない神のことばと信じる信仰、および、これを信じるクリスチャン、キリスト教会、教派を表す用語である。

## 歴史
聖書信仰はその見解を採る教派・信徒によって、イエス・キリストの聖書観であったと主張されている。根拠として次の聖句が挙げられる。
聖書信仰は古プリンストン神学（旧プリンストン学派）のチャールズ・ホッジ（1797-1878）やウォーフィールド（1851-1921）によって聖書的、神学的に展開された。
ウォーフィールドは、使徒パウロの第二テモテへの手紙3章16節の「聖書はすべて」「神の霊感による」から、神の霊感は聖書全体に及ぶと主張した 。この信仰はオールド・プリンストンの流れにある日本キリスト改革派教会の創立者、常葉隆興、岡田稔らジョン・グレッサム・メイチェンに師事した教職者によって日本に伝えられた。また、日本にやってきた初期の宣教師たちは聖書信仰であった。ホーリネス派は1924年、東洋宣教会聖書学院にて聖書大会を開催し、高等批評に対して聖書信仰を主張した。1933年、日本ホーリネス教会、日本ナザレン教会、自由メソヂスト教会は聖書信仰の普及のために、聖書信仰連盟を結成し、中田重治が理事長となる。
1970年代までこの立場は、聖書無謬説と呼ばれていたが、アメリカ合衆国フラー神学大学の中で、救いに関する宗教的な領域についてのみ誤りがないとし、歴史や科学に関しては聖書に誤りがあるとする「限定無誤説」が登場してきた。
フラーの創立者でクリスチャニティ・トゥディ編集長のハロルド・リンゼルは、限定無誤説に反対して聖書の無誤性を擁護する『聖書のための戦い』を出版し、アメリカで議論が巻き起こった。この議論から1977年、聖書の無誤性に関するシカゴ声明が発表された。これを受けて日本プロテスタント聖書信仰同盟（JPC）は1987年に聖書の権威に関する宣言を発表し、聖書を信仰的な領域と、歴史的、科学的領域に、あえてわけることはできず、聖書は信仰の領域だけではなく、歴史的、社会科学的なものも含むすべてにおいて誤りがないと確認した。
日本福音同盟初代理事長の泉田昭は述べる。
| 「 | 「聖書信仰は、ただJPCだけではなく、福音派全体の共通した恵みの絆であり、伝統的キリスト教教理の敷石であり、救霊と伝道への情熱の源泉である。」 | 」 |

## 教理

### 旧新約聖書66巻
旧新約聖書66巻は、神の特別啓示であり、聖霊に霊感された原典において誤りない神の言葉である。これは前提であり、証明が必要ない。
聖書の啓示性を否定する宗教や、66巻の聖書に付加する宗教は聖書信仰の立場から退けられる。

### 聖書の霊感
言語霊感、十全霊感、あわせて言語十全霊感を信じる。

### 正典性
聖書の正典性を信じるのは、原著者が神であるからである。聖霊の内的証明と聖書の外的証拠は区別され、両方が必要である。
聖書は十分性をもっており、66巻の聖書は完結している。聖書は書かれた時から正典性をもっていたのであり、何か会議によって正典になったのではない。

### 純粋な保存
神の摂理により聖書は写本で純粋に保存された。福音派の合意は十全無誤説、全的無誤性である。

## 聖書信仰の運動
日本では、1959年にプロテスタント宣教百周年記念行事が、福音派（聖書信仰派）とエキュメニカル派（リベラル派）で別々に開かれた。聖書信仰派、福音派は日本宣教百年記念聖書信仰運動を展開し、翌年の1960年、日本プロテスタント聖書信仰同盟（JPC）が発足した。この運動から聖書信仰の新改訳聖書と日本福音同盟が生まれた。日本の聖書信仰の教会とエキュメニカル派の教会は明確に分かれている。

## 他の聖書観
聖書信仰派（福音派）とその他の教派とでは前提が異なっている。聖書信仰の立場が誤った霊感説と見なして排除するのは以下の説である。

### 機械的霊感説（口授説）
聖書記者が無意識・恍惚状態で聖書を記したとする説。これに対して聖書信仰は有機的霊感説に立っている。

### 思想霊感説
聖書の思想だけが霊感されたとする説。これに対する説は言語霊感説である。

### 部分的霊感説
霊的、宗教的な事柄に関してだけ霊感が及んでおり、科学や歴史に関しては霊感が及んでいないとする説。これに対する説は十全霊感である。

### 自然的霊感説（体験記録説）
宗教的に特に傑出した人によって書かれたとする説。

### 断続的神言化説
カール・バルトら弁証法神学者の説。自由主義神学、高等批評の聖書観を受け入れ、聖書は誤りのある人間のことばによって書かれた「神の言葉の証言」であり、これが、上からの垂直的な神の言葉の出来事（聖霊なる神が説教者を通して語られるという出来事）によって神のことばになるのであり、この「なる」ということにおいて聖書は神の言葉で「ある」とする。バルトは、『教会教義学』（1・二）で、聖書信仰の言語霊感を否定している。

### 解明説
すべてのクリスチャンと同じ解明の能力が聖書記者にも与えられたとする。シュライエルマハーの説。